# 와타나베 잇케이
와타나베 잇케이(일본어: 渡辺 いっけい, 1962년 10월 27일 ~ )는 일본의 성우이다.

## 내력 · 인물
1983년, 당시 오사카 예술대학의 학생극단이었던 극단☆신감선에 참가했다.
1985년, 대학 졸업 후 상경하고, 상황극장에 입단하고 1988년에 퇴단하였다.
1992년, 연속 TV 소설 " 히라리"에서 연기한 의사, 안도 류타 역으로 인기를 얻은 이후 수많은 작품에 출연하며 연속극에 단골 출연하였다.
학생 시절, 만화가를 지망했던 적이 있었고, 잡지 '빅리하우스'의 단골 투고자이기도 했다. 예명의 '와타나베 케이케이'는 그 무렵의 펜네임(이름을 음독한 것)에서 유래한다.

## 출연
- 불타라!! 로보콘 - 쿠리하라 고타로 역

### 영화
- 울트라맨 코스모스 THE FIRST CONTACT(2001년, 마츠타케) - 시게무라 참모 역

### CM
- 미스터 도너츠 '무츠고로우의 장난감 그릇'편(1990년, 곳 조지 등과 공연)
- 클로렛츠(1991년, 도구치 요코와 공동 출연)
- 오타 위산 「오타 한방 위장약」(1993년 - 1994년)
- 몽카페(카타오카 물산)
- 페더럴 익스프레스(페덱스)(1999년)
- ENEOS(당시 :JOMO) '밸류차검'(2000년,헬로키티와 공동 출연)
- 리크루트 "프롬 에이"(2004년)
- 미쓰비시 UFJ 금융 그룹 (당시 : 미쓰비시 도쿄 파이낸셜 그룹) 미쓰비시 UFJ 은행 (당시 : 도쿄 미쓰비시 은행) 정액 개인 연금 보험 "파이브 스토리"( 2004년 - 2005년, 카토 타카코와 공동 출연)
- 일본우선 '기업'(2008년 - 2009년)
- 닛신 오일리오 그룹 '닛신 오일리오 선물'(2010년)
- 메이지 자일리쉬 "자일리쉬 × 영화 ' 한여름 방정식편(2013년) - 쿠리바야시 히로미 역